# SPARKLING SUNDAY
『SPARKLING SUNDAY』（スパークリング・サンデー）は、FM NORTH WAVEで2007年4月から2010年3月28日まで毎週日曜日に放送されていたラジオ番組である。

## 放送時間
- 毎週日曜日 11:00 - 15:00

## 出演者
- 奥かおる
- 最終回である2010年3月28日のエンディングで、奥かおる自身がほかのスタッフの名前を読み上げていた。

## タイムテーブル
- 11:00 オープニング
- 11:20 Sparkling View Out door Ver.
- 11:35 - 11:45 OKOME de BRUNCH（DJ：片岡香澄）
- 11:47 - 11:51 快適生活ラジオショッピング
- 12:00 - 12:10 ANA 旅 Kaoru
- 12:15 リクエストソング
- 12:45 プレゼントクイズ
- 13:00 ノンストップ･メガミックス
- 13:20 KAORU'S VIEW
- 13:40 PINK RIBBON NAV
- 13:47 - 13:51 快適生活ラジオショッピング
- 13:57 WEATHER INFORMATION
- 14:00 プレゼントクイズ
- 14:20 奥の寄り道
- 14:40 - 14:45 ヤマサTODAY'S RECIPE
- 15:00 放送終了